# Winorośl japońska
Winorośl japońska (Vitis coignetiae) – gatunek rośliny pnącej z rodziny winoroślowatych. Pochodzi z Azji. 

## Morfologia
ŁodygaDorasta do 12 m.
LiścieOkrągłe, duże do 30 cm, jesienią szkarłatne.
Wąsy czepneDrewniejące, długie do 50 cm.
KwiatyNa przełomie czerwca-lipca, małe, zielonkawe.

## Zastosowanie
Roślina ozdobnaUprawiana od 1875 roku. Ma niewielkie wymagania glebowe i jest mrozoodporna. Wymaga silnych podpór.